# Amphoe Pa Sang

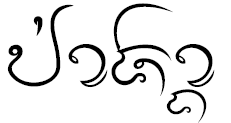
„Pa Sang“ in Lanna-Schrift

Amphoe Pa Sang (Thai อำเภอ ป่าซาง, Aussprache: ʔāmpʰɤ̄ː pàː sāːŋ) ist ein Landkreis (Amphoe – Verwaltungs-Distrikt) der Provinz Lamphun. Die Provinz Lamphun liegt in der Nordregion von Thailand.

## Geographie
Benachbarte Landkreise (von Nordosten im Uhrzeigersinn): die Amphoe Mueang Lamphun, Mae Tha, Ban Hong und Wiang Nong Long der Provinz Lamphun, sowie Doi Lo und San Pa Tong der Provinz Chiang Mai.

## Geschichte
Der Bezirk hieß Ursprünglich Pak Bong nach seinem zentralen Unterbezirk. 1953 wurde er in Pa Sang umbenannt.

## Verwaltung

### Provinzverwaltung
Der Landkreis Pa Sang ist in neun Tambon („Unterbezirke“ oder „Gemeinden“) eingeteilt, die sich weiter in 90 Muban („Dörfer“) unterteilen.
| Nr. | Name         | Thai    | Muban | Einw. |
| --- | ------------ | ------- | ----- | ----- |
| 01. | Pak Bong     | ปากบ่อง  | 05    | 3.479 |
| 02. | Pa Sang      | ป่าซาง   | 05    | 5.519 |
| 03. | Mae Raeng    | แม่แรง   | 11    | 7.401 |
| 04. | Muang Noi    | ม่วงน้อย  | 08    | 4.526 |
| 05. | Ban Ruean    | บ้านเรือน | 08    | 4.117 |
| 06. | Makok        | มะกอก   | 09    | 5.412 |
| 07. | Tha Tum      | ท่าตุ้ม    | 14    | 7.387 |
| 08. | Nam Dip      | น้ำดิบ    | 17    | 9.518 |
| 11. | Nakhon Chedi | นครเจดีย์ | 13    | 8.624 |

### Lokalverwaltung
Es gibt vier Kommunen mit „Kleinstadt“-Status (Thesaban Tambon) im Landkreis:
- Pa Sang (Thai: เทศบาลตำบลป่าซาง) bestehend aus den kompletten Tambon Pak Bong, Pa Sang.
- Muang Noi (Thai: เทศบาลตำบลม่วงน้อย) bestehend aus dem kompletten Tambon Muang Noi.
- Mae Raeng (Thai: เทศบาลตำบลแม่แรง) bestehend aus dem kompletten Tambon Mae Raeng.
- Makok (Thai: เทศบาลตำบลมะกอก) bestehend aus dem kompletten Tambon Makok.

Außerdem gibt es vier „Tambon-Verwaltungsorganisationen“ (องค์การบริหารส่วนตำบล – Tambon Administrative Organizations, TAO)
- Ban Ruean (Thai: องค์การบริหารส่วนตำบลบ้านเรือน) bestehend aus dem kompletten Tambon Ban Ruean.
- Tha Tum (Thai: องค์การบริหารส่วนตำบลท่าตุ้ม) bestehend aus dem kompletten Tambon Tha Tum.
- Nam Dip (Thai: องค์การบริหารส่วนตำบลน้ำดิบ) bestehend aus dem kompletten Tambon Nam Dip.
- Nakhon Chedi (Thai: องค์การบริหารส่วนตำบลนครเจดีย์) bestehend aus dem kompletten Tambon Nakhon Chedi.